# Vrhovec (priimek)
Vrhovec je priimek več znanih Slovencev:
- Aleš Vrhovec (*1958), arhitekt, publicist
- Alojz (Lojze) Vrhovec (1904—1992), sokol, polkovnik, partizan, vojaški poveljnik
- Blaž Vrhovec (*1992), nogometaš
- Bogdan Vrhovec (*1979), atlet, metalec kopja
- Boštjan Vrhovec (*1949), režiser
- Branko Vrhovec, mikolog, botanik (zdravilne rastline in gobe)
- Igor Vrhovec, jamski potapljač
- Janez Vrhovec (1921—1997), filmski igralec
- Ivan Vrhovec (1853—1902), zgodovinar, dramatik
- Ivan Vrhovec (*1943), biokemik, prof. MF
- Iztok Vrhovec (psevdonim Iztok Stražar), pisatelj, pesnik, urednik
- Magda Vrhovec (1939—2024), baletna plesalka in pedagoginja
- Marjan Vrhovec (1931—1999), arhitekt in urbanist
- Milan Vrhovec (1909—1998)?, gasilec
- Nena Vrhovec Stevens (*1967), baletna plesalka
- Primož Vrhovec (*1979), igralec
- Stana Vrhovec (por. Moravec) (1919—2001), aktivistka OF...
- Stane (Stanimir) Vrhovec (1889—1967), zdravnik, stomatolog, organizator
- Tao G. Vrhovec Sambolec (*1972), glasbenik in slikar
- Tomaž Vrhovec (1959—2004), meteorolog
- Tomo Vrhovec (1958—2000), jamski potapljač
- Vili Vrhovec (1909—87?), igralec

### Tuji nosilci priimka
- Ivo Vrhovec, hrvaški politik
- Josip Vrhovec (1926—2006), hrvaški novinar in politik, zvezni sekretar za zunanje zadeve, nato član predsedstva SFRJ (1984-89)